# Agrilus chekiangensis
Agrilus chekiangensis es una especie de insecto del género Agrilus, familia Buprestidae, orden Coleoptera.
Fue descrita científicamente por Gebhardt, 1928.